# Șpălnaca, Alba

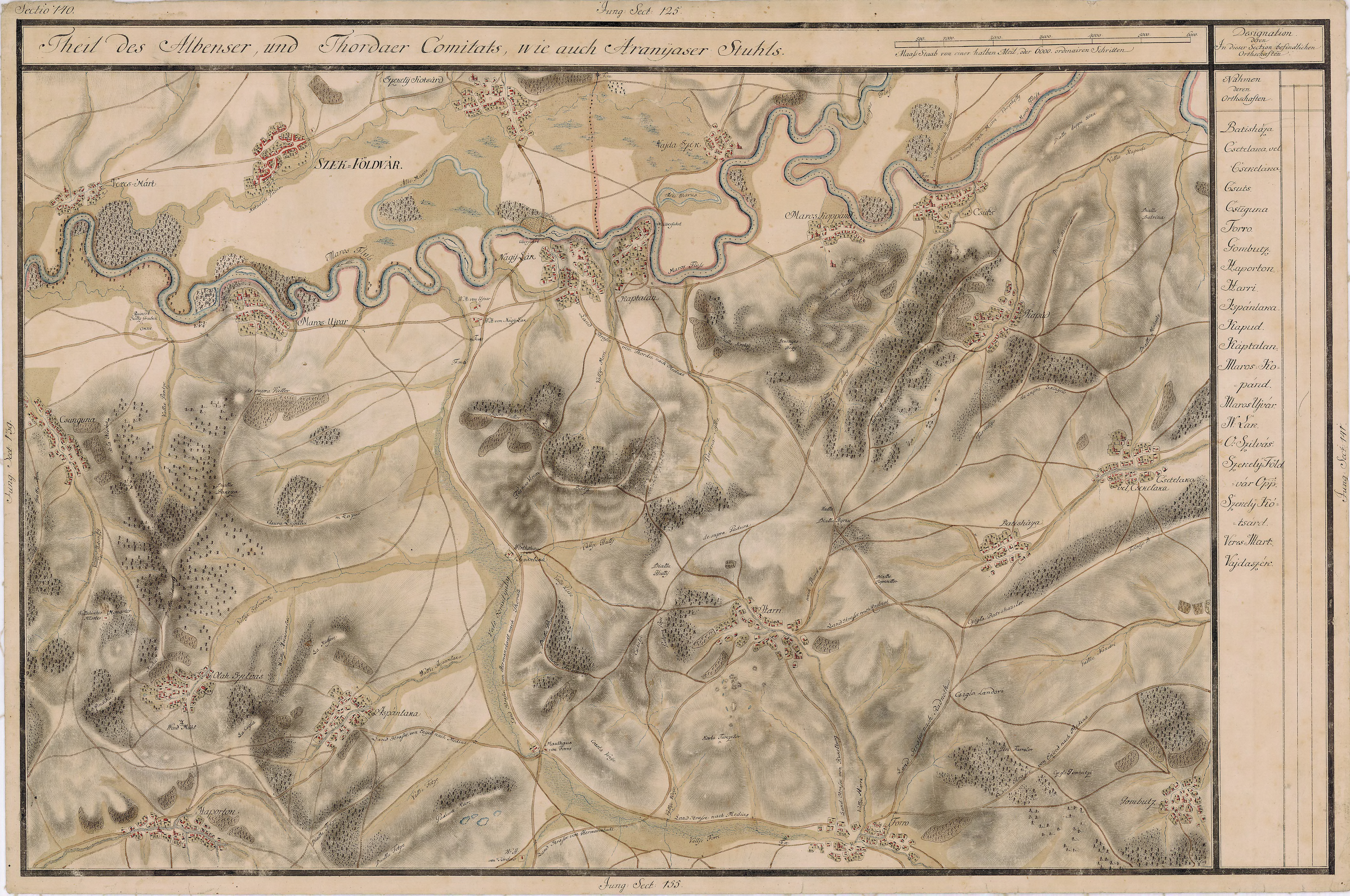
Şpălnaca (Ispánlaka) pe Harta Iosefină a Transilvaniei,
1769-1773 (Sectio 140)

Șpălnaca (în maghiară Ispánlaka, în germană Buchhof) este un sat în comuna Hopârta din județul Alba, Transilvania, România.

## Istoric
Siturile arheologice de la Șpălnaca din punctul “Șugud” sunt înscrise pe lista monumentelor istorice din județul Alba elaborată de Ministerul Culturii și Patrimoniului Național din România în anul 2010.
Pe Harta Iosefină a Transilvaniei din 1769-1773 (Sectio 140) localitatea apare sub numele de „Ispánlaka”.

## Personalități
Aici s-a născut în 1735 Sándor Báróczi, traducător, scriitor și alchimist.
- Ioan Andone - antrenor de fotbal
- Gheorghe Pârlea - conferențiar universitar
- Gligor Gruiță - Lingvist, Profesor Universitar

## Lăcașuri de cult
- Biserica de lemn "Sf. Gheorghe" din Șpălnaca. Biserica este înscrisă pe lista monumentelor istorice din județul Alba[2] elaborată de Ministerul Culturii și Patrimoniului Național din România în anul 2010.
- Biserica de lemn "Sfinții Arhangheli" din Șpălnaca.